# Affettatrice

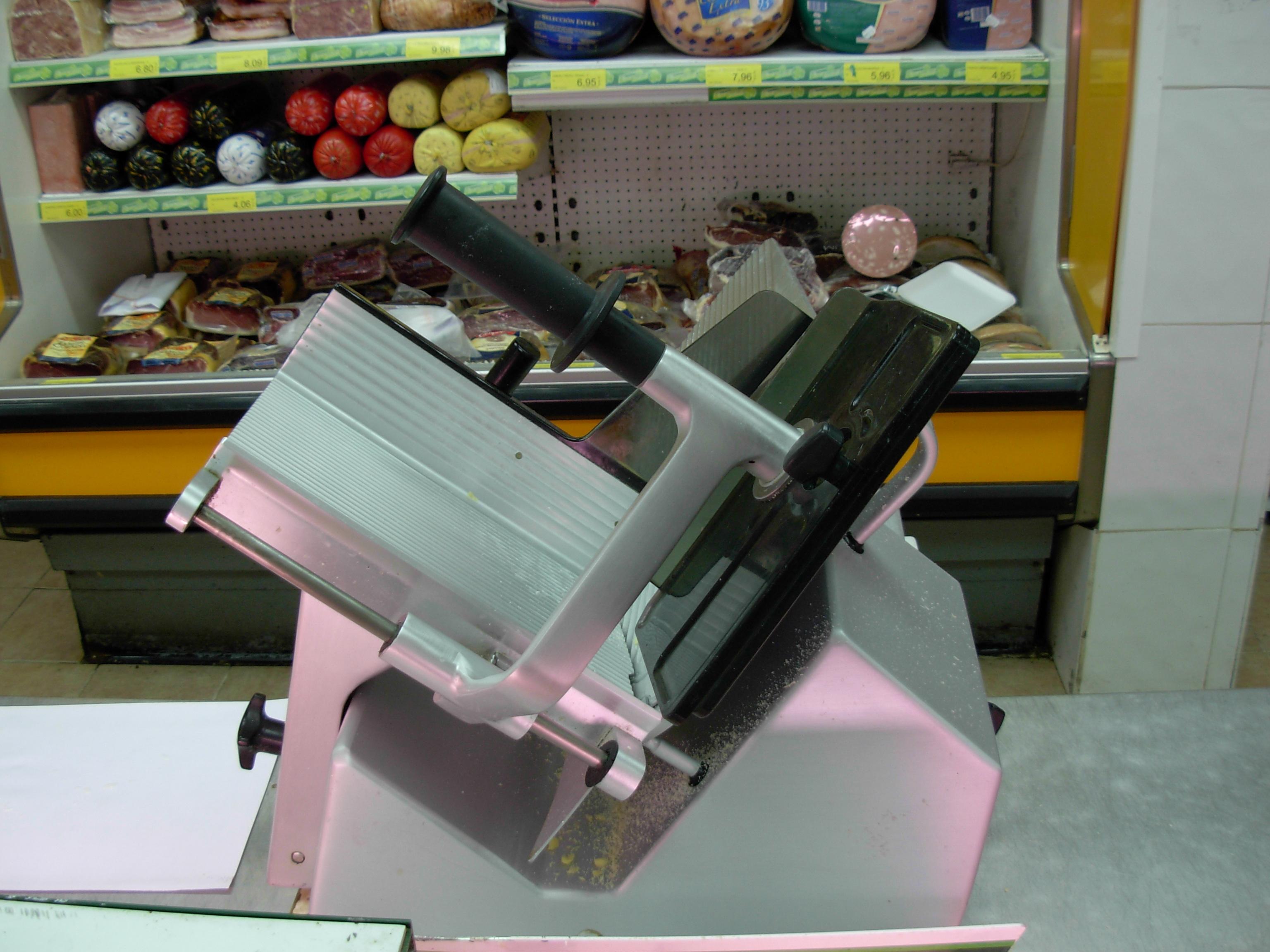
Un'affettatrice

Un'affettatrice è uno strumento utilizzato in ambito culinario, utile generalmente per il taglio di salumi e carni. 

## Descrizione
Essa è composta principalmente da una lama rotante affilata, con diametro variabile, sulla quale viene fatto scorrere con ausilio di un carrello il salume che si intende tagliare. Sulla macchina affettatrice è generalmente posta anche una rotella che permette di regolare la dimensione del taglio che può variare da pochi millimetri, fino a circa un centimetro. Le operazioni di taglio vengono eseguite sul lato destro della lama, quello che taglia, mentre sul lato opposto la lama è opportunamente sagomata in modo che non tagli e non crei pericolo a chi opera con la macchina. La fetta tagliata fuoriesce attraverso la parte non tagliente della lama e può essere comodamente raccolta dall'operatore.

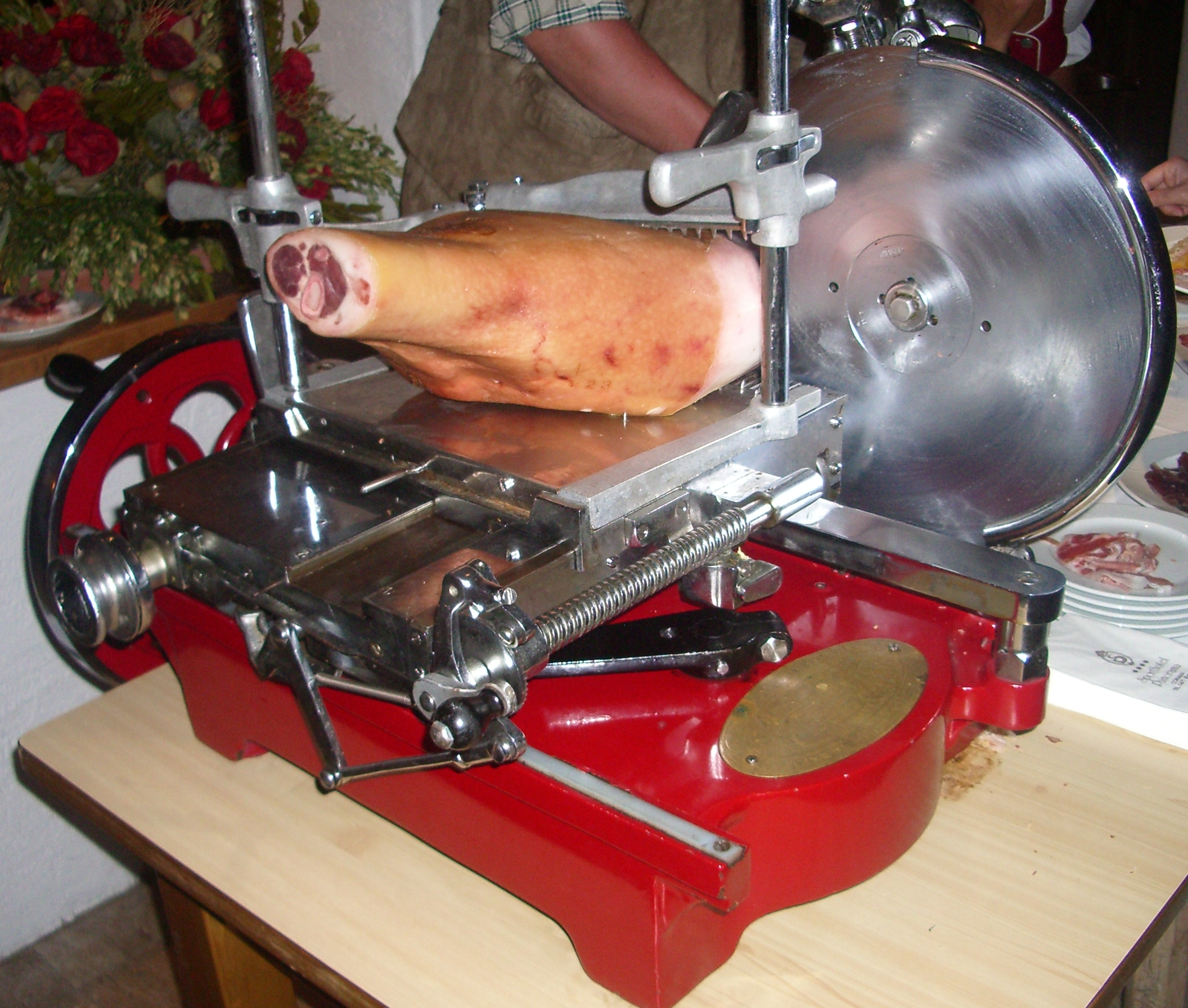
Affettatrice a volano

La prima affettatrice fu inventata da Wilhelmus van Berkel a Rotterdam nel 1898. I primi modelli di affettatrici venivano azionati attraverso un sistema a volano, mentre le più recenti generalmente utilizzano un motore elettrico.
Possono essere dotate di un affilatoio a due smerigli, uno dei quali affila mentre l'altro elimina le "bave" risultanti dall'affilatura, e sono di regola azionati mediante la rotazione di un carrellino posto sopra la macchina.
Oggigiorno le affettatrici sono state rese disponibili anche per il mercato casalingo, e non esclusivamente per le attività commerciali.